# Repentigny
Repentigny es una ciudad de la provincia de Quebec, Canadá. Es una de las ciudades que conforman la Comunidad metropolitana de Montreal y se encuentra en el municipio regional de condado de L'Assomption y a su vez, en la región administrativa de Lanaudière. Hace parte de las circunscripciones electorales de L'Assomption y Masson a nivel provincial y de Repentigny a nivel federal.

## Geografía
Repentigny se encuentra ubicada en las coordenadas 45°45′00″N 73°27′00″O / 45.75000, -73.45000. Según Statistics Canada. Es un suburbio casi isleño al norte de Montreal, en la desembocadura del río L'Assomption sobre el río San Lorenzo. Tiene una superficie total de 61,79 km² y es una de las 1135 municipalidades en las que está dividido administrativamente el territorio de la provincia de Quebec.

## Demografía
Según el censo de 2011, había 82 000 personas residiendo en esta ciudad con una densidad poblacional de 1327,1 hab./km². Los datos del censo mostraron que de las 76 237 personas censadas en 2006, en 2011 hubo un aumento poblacional de 5763 habitantes (7,6%). El número total de inmuebles particulares resultó de 33 309 con una densidad de 539,07 inmuebles por km². El número total de viviendas particulares que se encontraban ocupadas por residentes habituales fue de 32 539. En 1677, en el primer censo se contabilizó solo 30 habitantes.

## Historia
Fue fundada en 1670 por Jean-Baptiste Le Gardeur, hijo de Seigneur Pierre Le Gardeur. Durante los primeros 250 años, Repentigny fue habitada solo por un centenar de pastores y se volvió una comunidad agrícola. Su primer alcalde, en 1855, fue Benjamin Moreau. Repentigny y Charlemagne fueron además las primeras poblaciones fuera de la isla de Montreal.